# Derby romain
Le Derby romain, en italien : Derby di Roma, également connu sous le nom de derby della Capitale, se réfère à la rivalité entre les deux principaux clubs de football de la ville de Rome. Elle oppose l'AS Roma, qui est l'équipe ayant remporté le plus de derbys et supportée par la majorité des romains, à la Lazio, qui est la première équipe née dans la ville de Rome.
Les deux clubs partagent actuellement le même stade, le Stade olympique. Cette rivalité est la plus forte d'Italie et l'une des plus importantes au Monde.

## Historique

### Origines de la rivalité
La rivalité entre les deux clubs débute à la fin des années 1920. Pour contrer la domination exercée par les clubs du Nord de l'Italie, la fusion de plusieurs clubs romains est décidée sous l'impulsion d'Italo Foschi. Les clubs de l'Alba Audace, le Roman et le Fortitudo se regroupent donnant naissance à l'Associazione Sportiva Roma. La Società Sportiva Lazio, potentiellement concernée par la fusion, décline cependant l'invitation sous l'influence du général Giorgio Vaccaro. Ces deux clubs sont donc la représentation de la capitale dans le football italien.

### Rivalité sportive
Le premier match entre les deux équipes a lieu le 8 décembre 1929 et est remporté par la Roma 1 à 0, but de Volk. La Lazio remporte pour la première fois une confrontation directe en 1932. Les deux clubs évoluent chacun dans son stade jusqu'en 1953 où les deux équipes se partagent le Stade olympique.

### Rivalité des tribunes
Pendant les derbys, à côté du match, les deux virages des ultras (Curva Sud pour la Roma et Nord pour la Lazio) se livrent un autre match, celui des supporteurs. Les ultras des deux équipes sont réputés pour leur très vif attachement à leur club, provoquant durant les derbys des comportements assez virulents, souvent excessifs. Pendant la rencontre, les tifos, les explosions de bombes artisanales, les affiches de provocation au virage opposé et les chants d'encouragements ou d'insultes volent des deux côtés[réf. nécessaire].
La violence entre supporters des deux équipes est également présente à plusieurs reprises.
Le 28 octobre 1979, le supporter laziale Vincenzo Paparelli succombe à ses blessures à un œil, après avoir reçu une fusée. L'objet, ayant traversé tout le terrain, avait été lancé par un supporter de la Roma depuis la Curva Sud.
Le 21 mars 2004, à la suite d'une rumeur évoquant la mort dans la journée d'un enfant écrasé par une voiture de police, des émeutes éclatent dans le Stade olympique. Des ultras romanistes parviennent à descendre sur la pelouse et viennent s'adresser au capitaine giallorosso Francesco Totti pour exiger la suspension de la rencontre. Il s'avérera finalement que la rumeur était fausse. Ces émeutes provoquent l'arrestation de 13 personnes.
Ce derby fait l'objet d'une forte surveillance policière en raison des violences qui émaillent ces rencontres, une violence à nulle autre pareille dans les autres derbys italiens. Depuis quelques années, pour des raisons de sécurité, la Lega Serie A ne programme les derbys de Rome qu'en journée.

### Rivalité socio-politique

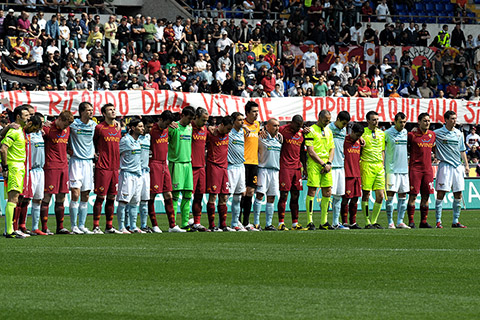
Les joueurs des deux équipes lors de l'avant-match en solidarité aux personnes victimes du tremblement de terre de L'Aquila (11 avril 2009).

Les deux clubs s'opposent également sur le terrain politique. Les romanisti sont généralement classés à gauche de l'échiquier politique tandis que les Ultras de la Lazio seraient proches de l'extrême droite. Paolo Di Canio, joueur de la Lazio, est également proche de l'extrême-droite et s'est signalé sur le terrain par des saluts fascistes, notamment lors du derby en direction des supporters adverses. Cette distinction apparaît toutefois obsolète ces dernières années, la Curva Sud romaniste comprenant désormais plusieurs groupes liés aux milieux d'extrême droite.
Du point de vue sociétal, les fans de l'AS Rome seraient issus de milieux populaires tandis que ceux de la Lazio représenteraient des populations plus aisées,. La distinction est encore une fois à relativiser.
En réalité, seuls deux éléments apparaissent comme certains dans l'étude de la répartition des supporters romains : les romanisti sont beaucoup plus nombreux que les laziali dans la ville. Ces derniers sont concentrés essentiellement dans certains quartiers du Nord de la capitale, tels que les Parioli, Tomba di Nerone ou Tor di Quinto.
Des railleries entre les fans des deux équipes ont également une part géographique, les supporters de la Lazio étant supposés être plus « étrangers » car le club représente la région du Latium et pas spécifiquement la ville de Rome. Les supporters laziales évoquent eux le fait que leur club est plus ancien que l'AS Rome.

## Confrontations

### Confrontations officielles
Au 8 mars 2012, les clubs ont disputé cent trente-sept derbies en championnat pour quarante-sept victoires de la Roma, trente-six victoires de la Lazio et cinquante-quatre résultats nul.
| Date              | Match                | Buteur(s) | Stade                | Compétition    |
| ----------------- | -------------------- | --- | -------------------- | -------------- |
| 8 décembre 1929   | SS Lazio 0–1 AS Roma | 73e Volk | Campo Rondinella     | Serie A        |
| 4 mai 1930        | AS Roma 3–1 SS Lazio | 8e Pastore (L), 20e Bernardini (R), 44e Volk (R), 68e Chini (R)                                                       | Campo Testaccio      | Serie A        |
| 7 décembre 1930   | AS Roma 1–1 SS Lazio | 34e Foni (L), 76e Volk (R)                                                                                            | Campo Testaccio      | Serie A        |
| 24 mai 1931       | SS Lazio 2–2 AS Roma | 30e Pastore (L), 49e Volk (R), 61e Fantoni (L), 88e Bodini II (R)                                                     | Stadio Nazionale PNF | Serie A        |
| 6 décembre 1931   | AS Roma 2–0 SS Lazio | 51e Volk, 55e Eusebio                                                                                                 | Campo Testaccio      | Serie A        |
| 1 mai 1932        | SS Lazio 1–4 AS Roma | 3e Chini (R), 34e Fantoni (L), 48e Volk (R), 54e Costantino (R), 59e Costantino (R)                                   | Stadio Nazionale PNF | Serie A        |
| 23 octobre 1932   | SS Lazio 2–1 AS Roma | 4e Demaría (L), 18e Volk (R), 83e Castelli (L)                                                                        | Stadio Nazionale PNF | Serie A        |
| 26 mars 1933      | AS Roma 3–1 SS Lazio | 20e Costantino (R), 53e Fasanelli (R), 79e Demaría (L), 86e Eusebio (R)                                               | Campo Testaccio      | Serie A        |
| 1 novembre 1933   | AS Roma 5–0 SS Lazio | 18e Tomasi, 31e Tomasi, 49e Bernardini, 55e Tomasi, 89e Bernardini                                                    | Campo Testaccio      | Serie A        |
| 11 mars 1934      | SS Lazio 3–3 AS Roma | 8e Bernardini (R), 10e Costantino (R), 15e Guaita (R), 31e Demaría (L), 42e Demaría (L), 83e Demaría (L)              | Stadio Nazionale PNF | Serie A        |
| 18 novembre 1934  | AS Roma 1–1 SS Lazio | 61e Guaita (R) (pen.), 72e Piola (L) (pen.)                                                                           | Campo Testaccio      | Serie A        |
| 31 mars 1935      | SS Lazio 0–0 AS Roma | | Stadio Nazionale PNF | Serie A        |
| 13 octobre 1935   | SS Lazio 0–1 AS Roma | 89e Cattaneo | Stadio Nazionale PNF | Serie A        |
| 19 janvier 1936   | SS Lazio 2–1 AS Roma | 27e Piola (L), 35e Camolese (L), 77e Gadaldi (R)                                                                      | Stadio Nazionale PNF | Coppa Italia   |
| 16 février 1936   | AS Roma 1–0 SS Lazio | 82e Cattaneo | Campo Testaccio      | Serie A        |
| 18 octobre 1936   | AS Roma 3–1 SS Lazio | 9e Busani (L), 29e Di Benedetti (R), 62e Serantoni (R), 89e Di Benedetti (R)                                          | Campo Testaccio      | Serie A        |
| 21 février 1937   | SS Lazio 0–1 AS Roma | 52e Mazzoni | Stadio Nazionale PNF | Serie A        |
| 3 octobre 1937    | SS Lazio 1–1 AS Roma | 22e Piola (L), 88e Frisoni (R)                                                                                        | Stadio Nazionale PNF | Serie A        |
| 6 février 1938    | AS Roma 2–1 SS Lazio | 7e Michelini (R), 17e Camolese (L), 85e Borsetti (R)                                                                  | Campo Testaccio      | Serie A        |
| 15 janvier 1939   | AS Roma 0–2 SS Lazio | 3e Zacconi, 39e Busani                                                                                                | Campo Testaccio      | Serie A        |
| 21 mai 1939       | SS Lazio 1–3 AS Roma | 3e Michelini (R), 5e Coscia (R), 12e Capri (L), 42e Bonomi (R)                                                        | Stadio Nazionale PNF | Serie A        |
| 7 janvier 1940    | AS Roma 1–0 SS Lazio | 5e Campilongo | Campo Testaccio      | Serie A        |
| 26 mai 1940       | SS Lazio 1–0 AS Roma | 14e Flamini | Stadio Nazionale PNF | Serie A        |
| 24 novembre 1940  | AS Roma 1–1 SS Lazio | 12e Zironi (L), 58e Amadei (R)                                                                                        | Stadio Nazionale PNF | Serie A        |
| 16 mars 1941      | SS Lazio 2–0 AS Roma | 43e Piola, 80e Piola                                                                                                  | Stadio Nazionale PNF | Serie A        |
| 11 janvier 1942   | AS Roma 2–1 SS Lazio | 15e Amadei (R), 23e Piola (L), 90e Faotto (L) (aut.)                                                                  | Stadio Nazionale PNF | Serie A        |
| 24 mai 1942       | SS Lazio 1–1 AS Roma | 8e Pantò (R), 70e Puccinelli (L)                                                                                      | Stadio Nazionale PNF | Serie A        |
| 22 novembre 1942  | SS Lazio 3–1 AS Roma | 32e Piola (L), 63e Acerbi (it) (R) (aut.), 76e König (L), 87e Pantò (R) (pen.)                                        | Stadio Nazionale PNF | Serie A        |
| 7 mars 1943       | AS Roma 1–0 SS Lazio | 38e Amadei (R) | Stadio Nazionale PNF | Serie A        |
| 15 mai 1943       | AS Roma 2–1 SS Lazio | 28e Krieziu (R), 62e Dagianti (R), 66e Gualtieri (L)                                                                  | Stadio Nazionale PNF | Coppa Italia   |
| 23 décembre 1945  | SS Lazio 1–2 AS Roma | 29e Urilli (R), 56e Manola (L), 71e Gualtieri (L) (aut.)                                                              | Stadio Nazionale     | Div. Nazionale |
| 24 mars 1946      | AS Roma 0–1 SS Lazio | 36e König | Stadio Nazionale     | Div. Nazionale |
| 6 octobre 1946    | AS Roma 3–0 SS Lazio | 10e Renica, 71e Di Paola, '81 Amadei                                                                                  | Stadio Nazionale     | Serie A        |
| 2 mars 1947       | SS Lazio 0–0 AS Roma | | Stadio Nazionale     | Serie A        |
| 16 novembre 1947  | SS Lazio 0–1 AS Roma | 14e Amadei | Stadio Nazionale     | Serie A        |
| 21 avril 1948     | AS Roma 0–2 SS Lazio | 47e Cecconi, 52e De Andreis                                                                                           | Stadio Nazionale     | Serie A        |
| 17 octobre 1948   | AS Roma 1–1 SS Lazio | 23e Losi (R), 83e Magrini (L)                                                                                         | Stadio Nazionale     | Serie A        |
| 6 février 1949    | SS Lazio 0–0 AS Roma | | Stadio Nazionale     | Serie A        |
| 16 novembre 1949  | SS Lazio 3–1 AS Roma | 9e Penzo (L), 39e Spartano (R), 51e Puccinelli (L), 84e Remondini (L) (pen.)                                          | Stadio Torino        | Serie A        |
| 19 février 1950   | AS Roma 0–0 SS Lazio | | Stadio Torino        | Serie A        |
| 15 octobre 1950   | AS Roma 0–1 SS Lazio | 71e Flamini | Stadio Torino        | Serie A        |
| 25 février 1951   | SS Lazio 2–1 AS Roma | 1re Sentimenti (L), 34e Cecconi (L), 57e Bacci (R)                                                                    | Stadio Torino        | Serie A        |
| 16 novembre 1952  | SS Lazio 1–0 AS Roma | 41e Bettolini | Stadio Torino        | Serie A        |
| 22 mars 1953      | AS Roma 0–2 SS Lazio | 55e Puccinelli, 58e Puccinelli                                                                                        | Stadio Torino        | Serie A        |
| 29 novembre 1953  | AS Roma 1–1 SS Lazio | 19e Galli (R), 41e Vivolo (L)                                                                                         | Stadio Olimpico      | Serie A        |
| 18 avril 1954     | SS Lazio 1–2 AS Roma | 7e Celio (R), 18e Bortoletto (R), 50e Fontanesi (L)                                                                   | Stadio Olimpico      | Serie A        |
| 17 octobre 1954   | SS Lazio 1–1 AS Roma | 33e Hansen (L), 34e Celio (R)                                                                                         | Stadio Olimpico      | Serie A        |
| 6 mars 1955       | AS Roma 1–3 SS Lazio | 11e Hansen (L), 47e Burini (L), 56e Burini (L), 59e Cardarelli (R)                                                    | Stadio Olimpico      | Serie A        |
| 16 octobre 1955   | AS Roma 0–0 SS Lazio | | Stadio Olimpico      | Serie A        |
| 4 avril 1956      | SS Lazio 1–0 AS Roma | 46e Muccinelli | Stadio Olimpico      | Serie A        |
| 14 octobre 1956   | SS Lazio 0–3 AS Roma | 33e Da Costa, 58e Pestrin, 68e Da Costa                                                                               | Stadio Olimpico      | Serie A        |
| 3 mars 1957       | AS Roma 2–2 SS Lazio | 22e Vivolo (L) (pen.), 32e Da Costa (R), 48e Da Costa (R), 69e Selmosson (L)                                          | Stadio Olimpico      | Serie A        |
| 27 octobre 1957   | AS Roma 3–0 SS Lazio | 58e Lojodice, 61e Da Costa, 76e Ghiggia                                                                               | Stadio Olimpico      | Serie A        |
| 16 mars 1958      | SS Lazio 2–1 AS Roma | 81e Selmosson (L), 83e Burini (L), 89e Da Costa (R)                                                                   | Stadio Olimpico      | Serie A        |
| 21 juin 1958      | AS Roma 2–3 SS Lazio | 27e Tozzi (L), 33e Da Costa (R), 58e Tozzi (L), 61e Secchi (R), 75e Bizzarri (L)                                      | Stadio Olimpico      | Coppa Italia   |
| 12 juillet 1958   | SS Lazio 1–1 AS Roma | 27e Tozzi (L), 74e Da Costa (R)                                                                                       | Stadio Olimpico      | Coppa Italia   |
| 30 novembre 1958  | SS Lazio 1–3 AS Roma | 9e Selmosson (R), 25e Pozzan (L), 52e Da Costa (R), 65e Da Costa (R)                                                  | Stadio Olimpico      | Serie A        |
| 12 avril 1959     | AS Roma 3–0 SS Lazio | 22e Lojodice, 81e Selmosson, 87e Da Costa                                                                             | Stadio Olimpico      | Serie A        |
| 18 octobre 1959   | AS Roma 3–0 SS Lazio | 2e Manfredini, 42e Manfredini, 86e Selmosson                                                                          | Stadio Olimpico      | Serie A        |
| 6 mars 1960       | SS Lazio 0–1 AS Roma | 32e Janich (L) (aut.)                                                                                                 | Stadio Olimpico      | Serie A        |
| 13 novembre 1960  | SS Lazio 0–4 AS Roma | 22e Manfredini, 25e Manfredini, 37e Manfredini, 83e Orlando                                                           | Stadio Olimpico      | Serie A        |
| 19 mars 1961      | AS Roma 1–2 SS Lazio | 17e Giuliano (R), 22e Rozzoni (L), 24e Rozzoni (L)                                                                    | Stadio Olimpico      | Serie A        |
| 25 avril 1962     | AS Roma 0–0 SS Lazio | (6–4 t.a.b) | Stadio Olimpico      | Coppa Italia   |
| 6 octobre 1963    | AS Roma 0–0 SS Lazio | | Stadio Olimpico      | Serie A        |
| 23 février 1964   | SS Lazio 1–1 AS Roma | 22e Rozzoni (L), 79e Carpanesi (R)                                                                                    | Stadio Olimpico      | Serie A        |
| 15 novembre 1964  | SS Lazio 0–0 AS Roma | | Stadio Olimpico      | Serie A        |
| 28 mars 1965      | AS Roma 0–0 SS Lazio | | Stadio Olimpico      | Serie A        |
| 10 octobre 1965   | AS Roma 0–1 SS Lazio | 39e D'Amato | Stadio Olimpico      | Serie A        |
| 27 février 1966   | SS Lazio 0–0 AS Roma | | Stadio Olimpico      | Serie A        |
| 22 octobre 1966   | SS Lazio 0–1 AS Roma | 16e Enzo | Stadio Olimpico      | Serie A        |
| 5 mars 1967       | AS Roma 0–0 SS Lazio | | Stadio Olimpico      | Serie A        |
| 8 septembre 1968  | AS Roma 1–0 SS Lazio | 61e Ferrari | Stadio Olimpico      | Coppa Italia   |
| 7 septembre 1969  | SS Lazio 0–2 AS Roma | (0–1, 87e Peiró) 0–2 as walkover                                                                                      | Stadio Olimpico      | Coppa Italia   |
| 26 octobre 1969   | AS Roma 2–1 SS Lazio | 65e Spinosi (R), 74e Landini (R), 89e Massa (L)                                                                       | Stadio Olimpico      | Serie A        |
| 1 mars 1970       | SS Lazio 1–1 AS Roma | 48e Fortunato (L), 57e Capello (R) (pen.)                                                                             | Stadio Olimpico      | Serie A        |
| 6 septembre 1970  | AS Roma 2–0 SS Lazio | 44e Wilson (L) (aut.), 68e R. Vieri (R)                                                                               | Stadio Olimpico      | Coppa Italia   |
| 15 novembre 1970  | SS Lazio 1–1 AS Roma | 69e Dolso (L), 84e Petrelli (R)                                                                                       | Stadio Olimpico      | Serie A        |
| 14 mars 1971      | AS Roma 2–2 SS Lazio | 30e Santarini (R) (aut.), 40e Zigoni (R), 62e Chinaglia (L) (pen.), 74e Salvori (R)                                   | Stadio Olimpico      | Serie A        |
| 29 août 1971      | SS Lazio 1–0 AS Roma | 24e Chinaglia | Stadio Olimpico      | Coppa Italia   |
| 12 novembre 1972  | AS Roma 0–1 SS Lazio | 35e Nanni | Stadio Olimpico      | Serie A        |
| 11 mars 1973      | SS Lazio 2–0 AS Roma | 32e Garlaschelli (L), 38e Santarini (R) (aut.)                                                                        | Stadio Olimpico      | Serie A        |
| 9 septembre 1973  | AS Roma 0–0 SS Lazio | | Stadio Olimpico      | Coppa Italia   |
| 9 décembre 1973   | SS Lazio 2–1 AS Roma | 34e Negrisolo (R), 48e Franzoni (L), 68e Chinaglia (L)                                                                | Stadio Olimpico      | Serie A        |
| 31 mars 1974      | AS Roma 1–2 SS Lazio | 6e Pulici (L) (aut.), 47e D'Amico (L), 51e Chinaglia (L) (pen.)                                                       | Stadio Olimpico      | Serie A        |
| 22 septembre 1974 | SS Lazio 0–1 AS Roma | 61e Prati | Stadio Olimpico      | Coppa Italia   |
| 1 décembre 1974   | AS Roma 1–0 SS Lazio | 35e De Sisti | Stadio Olimpico      | Serie A        |
| 23 mars 1975      | SS Lazio 0–1 AS Roma | 74e Prati | Stadio Olimpico      | Serie A        |
| 16 novembre 1975  | SS Lazio 1–1 AS Roma | 55e De Sisti (R), 78e Chinaglia (L)                                                                                   | Stadio Olimpico      | Serie A        |
| 14 mars 1976      | AS Roma 0–0 SS Lazio | | Stadio Olimpico      | Serie A        |
| 28 novembre 1976  | SS Lazio 1–0 AS Roma | 40e Giordano | Stadio Olimpico      | Serie A        |
| 27 mars 1977      | AS Roma 1–0 SS Lazio | 13e Conti | Stadio Olimpico      | Serie A        |
| 20 novembre 1977  | AS Roma 0–0 SS Lazio | | Stadio Olimpico      | Serie A        |
| 19 mars 1978      | SS Lazio 1–1 AS Roma | 9e Clerici (L) (aut.), 55e Giordano (L) (pen.)                                                                        | Stadio Olimpico      | Serie A        |
| 12 novembre 1978  | SS Lazio 0–0 AS Roma | | Stadio Olimpico      | Serie A        |
| 18 mars 1979      | AS Roma 1–2 SS Lazio | 20e Cordova (L) (aut.), 58e De Sisti (R) (aut.), 89e Nicoli (L)                                                       | Stadio Olimpico      | Serie A        |
| 28 octobre 1979   | AS Roma 1–1 SS Lazio | 5e Rocca (R) (aut.), 16e Pruzzo (R)                                                                                   | Stadio Olimpico      | Serie A        |
| 2 mars 1980       | SS Lazio 1–2 AS Roma | 60e Pruzzo (R), 74e D'Amico (L), 85e Giovannelli (R)                                                                  | Stadio Olimpico      | Serie A        |
| 23 octobre 1983   | SS Lazio 0–2 AS Roma | 3e Nela, 63e Pruzzo                                                                                                   | Stadio Olimpico      | Serie A        |
| 26 février 1984   | AS Roma 2–2 SS Lazio | 8e D'Amico (L), 24e D'Amico (L) (pen.), 40e Di Bartolomei (R) (pen.), 51e Cerezo (R)                                  | Stadio Olimpico      | Serie A        |
| 9 septembre 1984  | AS Roma 2–0 SS Lazio | 66e Iorio (pen.), 75e Di Carlo                                                                                        | Stadio Olimpico      | Coppa Italia   |
| 11 novembre 1984  | AS Roma 0–0 SS Lazio | | Stadio Olimpico      | Serie A        |
| 24 mars 1985      | SS Lazio 1–1 AS Roma | 71e Antonelli (R), 73e Giordano (L)                                                                                   | Stadio Olimpico      | Serie A        |
| 15 janvier 1989   | SS Lazio 1–0 AS Roma | 25e Di Canio | Stadio Olimpico      | Serie A        |
| 28 mai 1989       | AS Roma 0–0 SS Lazio | | Stadio Olimpico      | Serie A        |
| 19 novembre 1989  | AS Roma 1–1 SS Lazio | 64e Bertoni (L), 83e Giannini (R)                                                                                     | Stadio Flaminio      | Serie A        |
| 18 mars 1990      | SS Lazio 0–1 AS Roma | 30e Völler | Stadio Flaminio      | Serie A        |
| 2 décembre 1990   | SS Lazio 1–1 AS Roma | 45e Völler (R) (pen.), 55e Sosa (L)                                                                                   | Stadio Olimpico      | Serie A        |
| 6 avril 1991      | AS Roma 1–1 SS Lazio | 54e Völler (R) (pen.), 80e Sosa (L)                                                                                   | Stadio Olimpico      | Serie A        |
| 6 octobre 1991    | AS Roma 1–1 SS Lazio | 65e Riedle (L), 81e Rizzitelli (R)                                                                                    | Stadio Olimpico      | Serie A        |
| 1 mars 1992       | SS Lazio 1–1 AS Roma | 5e Sosa (L), 70e Häßler (R)                                                                                           | Stadio Olimpico      | Serie A        |
| 29 novembre 1992  | SS Lazio 1–1 AS Roma | 49e Giannini (R), 88e Gascoigne (L)                                                                                   | Stadio Olimpico      | Serie A        |
| 18 avril 1993     | AS Roma 0–0 SS Lazio | | Stadio Olimpico      | Serie A        |
| 24 octobre 1993   | AS Roma 1–1 SS Lazio | 17e Piacentini (R), 79e Di Mauro (L)                                                                                  | Stadio Olimpico      | Serie A        |
| 6 mars 1994       | SS Lazio 1–0 AS Roma | 7e Signori | Stadio Olimpico      | Serie A        |
| 27 novembre 1994  | SS Lazio 0–3 AS Roma | 3e Balbo, 25e Cappioli, 51e Fonseca                                                                                   | Stadio Olimpico      | Serie A        |
| 23 avril 1995     | AS Roma 0–2 SS Lazio | 30e Casiraghi, 70e Signori (pen.)                                                                                     | Stadio Olimpico      | Serie A        |
| 1 octobre 1995    | AS Roma 0–0 SS Lazio | | Stadio Olimpico      | Serie A        |
| 18 février 1996   | SS Lazio 1–0 AS Roma | 85e Signori (pen.) | Stadio Olimpico      | Serie A        |
| 8 décembre 1996   | SS Lazio 0–0 AS Roma | | Stadio Olimpico      | Serie A        |
| 4 mai 1997        | AS Roma 1–1 SS Lazio | 35e Balbo (R), 91e Protti (L)                                                                                         | Stadio Olimpico      | Serie A        |
| 2 novembre 1997   | AS Roma 1–3 SS Lazio | 47e R. Mancini (L), 57e Casiraghi (L), 84e Nedved (L), 91e Delvecchio (R)                                             | Stadio Olimpico      | Serie A        |
| 6 janvier 1998    | SS Lazio 4–1 AS Roma | 2e Bokšić (L), 32e Jugović (L) (pen.), 39e Balbo (R) (pen.), 75e R. Mancini (L), 80e Fuser (L)                        | Stadio Olimpico      | Coppa Italia   |
| 21 janvier 1998   | AS Roma 1–2 SS Lazio | 45e Jugović (L) (pen.), 54e Paulo Sérgio (R), 94e Gottardi (L)                                                        | Stadio Olimpico      | Coppa Italia   |
| 8 mars 1998       | SS Lazio 2–0 AS Roma | 50e Bokšić, 62e Nedved                                                                                                | Stadio Olimpico      | Serie A        |
| 29 novembre 1998  | SS Lazio 3–3 AS Roma | 25e Delvecchio (R), 28e R. Mancini (L), 56e R. Mancini (L), 69e Salas (L) (pen.), 78e Di Francesco (R), 82e Totti (R) | Stadio Olimpico      | Serie A        |
| 11 avril 1999     | AS Roma 3–1 SS Lazio | 13e Delvecchio (R), 43e Delvecchio (R), 79e Vieri (L), 90e Totti (R)                                                  | Stadio Olimpico      | Serie A        |
| 21 novembre 1999  | AS Roma 4–1 SS Lazio | 7e Delvecchio (R), 11e Montella (R), 26e Delvecchio (R), 31e Montella (R), 52e Mihajlović (L) (pen.)                  | Stadio Olimpico      | Serie A        |
| 25 mars 2000      | SS Lazio 2–1 AS Roma | 3e Montella (R), 25e Nedved (L), 28e Verón (L)                                                                        | Stadio Olimpico      | Serie A        |
| 17 décembre 2000  | SS Lazio 0–1 AS Roma | 70e Negro (aut.) | Stadio Olimpico      | Serie A        |
| 29 avril 2001     | AS Roma 2–2 SS Lazio | 48e Batistuta (R), 54e Delvecchio (R), 78e Nedved (L), 95e Castroman (L)                                              | Stadio Olimpico      | Serie A        |
| 27 octobre 2001   | AS Roma 2–0 SS Lazio | 49e Delvecchio, 90e Totti                                                                                             | Stadio Olimpico      | Serie A        |
| 10 mars 2002      | SS Lazio 1–5 AS Roma | 13e Montella (R), 30e Montella (R), 37e Montella (R), 53e Stanković (L), 64e Montella (R), 72e Totti (R)              | Stadio Olimpico      | Serie A        |
| 27 octobre 2002   | SS Lazio 2–2 AS Roma | 51e Fiore (L), 57e Delvecchio (R), 66e Batistuta (R), 75e Stanković (L)                                               | Stadio Olimpico      | Serie A        |
| 5 février 2003    | SS Lazio 1–2 AS Roma | 12e Cassano (R), 49e Emerson (R), 76e Fiore (L)                                                                       | Stadio Olimpico      | Coppa Italia   |
| 8 mars 2003       | AS Roma 1–1 SS Lazio | 8e Stanković (L), 89e Cassano (R)                                                                                     | Stadio Olimpico      | Serie A        |
| 16 avril 2003     | AS Roma 1–0 SS Lazio | 56e Montella | Stadio Olimpico      | Coppa Italia   |
| 9 novembre 2003   | AS Roma 2–0 SS Lazio | 81e Mancini, 86e Emerson                                                                                              | Stadio Olimpico      | Serie A        |
| 21 avril 2004     | SS Lazio 1–1 AS Roma | 40e Corradi (L), 61e Totti (R) (pen.)                                                                                 | Stadio Olimpico      | Serie A        |
| 6 janvier 2005    | SS Lazio 3–1 AS Roma | 29e Di Canio (L), 68e Cassano (R), 74e César (L), 85e Rocchi (L)                                                      | Stadio Olimpico      | Serie A        |
| 15 mai 2005       | AS Roma 0–0 SS Lazio | | Stadio Olimpico      | Serie A        |
| 23 octobre 2005   | AS Roma 1–1 SS Lazio | 40e Totti (R), 57e Rocchi (L)                                                                                         | Stadio Olimpico      | Serie A        |
| 26 février 2006   | SS Lazio 0–2 AS Roma | 31e Taddei, 63e Aquilani                                                                                              | Stadio Olimpico      | Serie A        |
| 10 décembre 2006  | SS Lazio 3–0 AS Roma | 44e Ledesma, 52e Oddo (pen.), 73e Mutarelli                                                                           | Stadio Olimpico      | Serie A        |
| 29 avril 2007     | AS Roma 0–0 SS Lazio | | Stadio Olimpico      | Serie A        |
| 31 octobre 2007   | AS Roma 3–2 SS Lazio | 12e Rocchi (L), 19e Vučinić (R), 42e Mancini (R), 57e Perrotta (R), 69e Ledesma (L)                                   | Stadio Olimpico      | Serie A        |
| 19 mars 2008      | SS Lazio 3–2 AS Roma | 31e Taddei (R), 44e Pandev (L), 57e Rocchi (L) (pen.), 62e Perrotta (R), 92e Behrami (L)                              | Stadio Olimpico      | Serie A        |
| 16 novembre 2008  | AS Roma 1–0 SS Lazio | 50e Baptista | Stadio Olimpico      | Serie A        |
| 11 avril 2009     | SS Lazio 4–2 AS Roma | 2e Pandev (L), 3e Zárate (L), 9e Mexès (R), 58e Lichtsteiner (L), 81e De Rossi (R), 84e Kolarov (L)                   | Stadio Olimpico      | Serie A        |
| 6 décembre 2009   | AS Roma 1–0 SS Lazio | 79e Cassetti | Stadio Olimpico      | Serie A        |
| 18 avril 2010     | SS Lazio 1–2 AS Roma | 15e Rocchi (L), 54e Vučinić (R) (pen.), 64e Vučinić (R)                                                               | Stadio Olimpico      | Serie A        |
| 7 novembre 2010   | SS Lazio 0–2 AS Roma | 52e Borriello (pen.), 85e Vučinić (pen.)                                                                              | Stadio Olimpico      | Serie A        |
| 19 janvier 2011   | AS Roma 2–1 SS Lazio | 52e Borriello (R) (pen.), 57e Hernanes (L) (pen.), 76e Simplicio (R)                                                  | Stadio Olimpico      | Coppa Italia   |
| 13 mars 2011      | AS Roma 2–0 SS Lazio | 70e Totti, 90e Totti (pen.)                                                                                           | Stadio Olimpico      | Serie A        |
| 16 octobre 2011   | SS Lazio 2–1 AS Roma | 5e Osvaldo (R), 51e Hernanes (L) (pen.), 93e Klose (L)                                                                | Stadio Olimpico      | Serie A        |
| 4 mars 2012       | AS Roma 1–2 SS Lazio | 9e Hernanes (L) (pen.), 16e Borini (R), 62e Mauri                                                                     | Stadio Olimpico      | Serie A        |
| 11 novembre 2012  | SS Lazio 3–2 AS Roma | 9e Lamela (R), 35e Candreva (L), 43e Klose (L), 48e Mauri (l), 86e Pjanić (R)                                         | Stadio Olimpico      | Serie A        |
| 8 avril 2013      | AS Roma 1–1 SS Lazio | 16e Hernanes (L), 57e Totti (pen.)                                                                                    | Stadio Olimpico      | Serie A        |
| 26 mai 2013       | AS Roma 0–1 SS Lazio | 71e Lulić | Stadio Olimpico      | Coppa Italia   |
| 22 septembre 2013 | AS Roma 2-0 SS Lazio | 63e Balzaretti (R), 94e Ljajić (pen.)                                                                                 | Stadio Olimpico      | Serie A        |
| 9 février 2014    | SS Lazio 0–0 AS Roma | | Stadio Olimpico      | Serie A        |
| 11 janvier 2015   | AS Roma 2–2 SS Lazio | 25e Mauri (L), 29e Felipe Anderson (L), 48e Totti (R), 64e Totti (R)                                                  | Stadio Olimpico      | Serie A        |
| 25 mai 2015       | SS Lazio 1–2 AS Roma | 73e Iturbe (R), 81e Djordjevic (L), 85e Yanga-Mbiwa (R)                                                               | Stadio Olimpico      | Serie A        |
| 8 novembre 2015   | AS Roma 2–0 SS Lazio | 10e Džeko, 63e Gervinho                                                                                               | Stadio Olimpico      | Serie A        |
| 3 avril 2016      | SS Lazio 1-4 AS Roma | 15e El Shaarawy (R), 64e Džeko (R), 63e Parolo (L), 83e Florenzi (R), 87e Perotti (R)                                 | Stadio Olimpico      | Serie A        |
| 4 décembre 2016   | SS Lazio 0-2 AS Roma | 64e Strootman, 77e Nainggolan                                                                                         | Stadio Olimpico      | Serie A        |
| 1 mars 2017       | SS Lazio 2-0 AS Roma | 29e Milinković-Savić, 78e Immobile                                                                                    | Stadio Olimpico      | Coppa Italia   |
| 4 avril 2017      | AS Roma 3-2 SS Lazio | 37e Milinković-Savić (L), 43e El Shaarawy (R), 56e Immobile (L), 66e Salah (R), 90e Salah (R)                         | Stadio Olimpico      | Coppa Italia   |
| 30 avril 2017     | AS Roma 1-3 SS Lazio | 12e Keita (L), 45e De Rossi (R), 50e Basta (L), 85e Keita (L)                                                         | Stadio Olimpico      | Serie A        |
| 18 novembre 2017  | AS Roma 2-1 SS Lazio | 49e Perotti (R), 53e Nainggolan (R), 72e Immobile (L)                                                                 | Stadio Olimpico      | Serie A        |
| 15 avril 2018     | SS Lazio 0-0 AS Roma | | Stadio Olimpico      | Serie A        |
| 29 septembre 2018 | AS Roma 3-1 SS Lazio | 45e Pellegrini (R), 67e Immobile (L), 71e Kolarov (R), 86e Fazio (R)                                                  | Stadio Olimpico      | Serie A        |
| 2 mars 2019       | SS Lazio 3-0 AS Roma | 12e Caicedo, 73e Immobile, 89e Cataldi                                                                                | Stadio Olimpico      | Serie A        |
| 1 septembre 2019  | SS Lazio 1-1 AS Roma | 17e Kolarov, 58e Luis Alberto                                                                                         | Stadio Olimpico      | Serie A        |
| 26 janvier 2020   | AS Roma 1-1 SS Lazio | 26e Dzeko, 34e Acerbi                                                                                                 | Stadio Olimpico      | Serie A        |
| 15 janvier 2021   | SS Lazio 3-0 AS Roma | 14e Immobile, 23e Luis Alberto, 67e Luis Alberto                                                                      | Stadio Olimpico      | Serie A        |
| 22 septembre 2021 | SS Lazio 3-2 AS Roma | 10e Milinković-Savić, 19e Pedro, 41e Ibañez, 62e Anderson, 69e Veretout                                               | Stadio Olimpico      | Serie A        |

### Confrontations non officielles
| Date              | Match                | Buteur(s)                                                                                      | Stade                | Compétition             |
| ----------------- | -------------------- | ---------------------------------------------------------------------------------------------- | -------------------- | ----------------------- |
| 22 février 1931   | SS Lazio 1–4 AS Roma | 41e Chini (R) (pen.), 60e Volk (R), 80e Volk (R), 82e Pastore (L), 85e Eusebio (R)             | Stadio Nazionale PNF | Amical                  |
| 26 juin 1932      | AS Roma 0–3 SS Lazio | 18e Fantoni, 26e Fantoni, 31e Malatesta                                                        | Campo Testaccio      | Coupe Fornari           |
| 23 mai 1938       | SS Lazio 3–0 AS Roma | ? Busani, ? Vettraino, ? Vettraino                                                             | Stadio Nazionale PNF | Amical                  |
| 9 juin 1940       | SS Lazio 3–3 AS Roma | 5e Coscia (R), 45e Busani (L), 48e Pantò (R), 55e Busani (L), 65e Vettraino (L), 77e Timon (R) | Stadio Nazionale PNF | Amical                  |
| 9 janvier 1944    | AS Roma 1–1 SS Lazio | 8e Manola (L), 19e Amadei (R)                                                                  | ?                    | Champ. romano           |
| 7 mai 1944        | SS Lazio 0–0 AS Roma |                                                                                                | ?                    | Champ. romano           |
| 4 mars 1945       | SS Lazio 2–0 AS Roma | ?                                                                                              | ?                    | Champ. romano           |
| 6 mai 1945        | AS Roma 1–0 SS Lazio | ?                                                                                              | ?                    | Champ. romano           |
| 27 mai 1945       | SS Lazio 0–1 AS Roma | ?                                                                                              | ?                    | Champ. interregionale   |
| 7 septembre 1952  | SS Lazio 3–1 AS Roma | ? Bredesen (L), ? Renosto (R), ? Bredesen (L), ? Larsen (L)                                    | Stadio Torino        | Coupe Messaggero        |
| 6 septembre 1953  | SS Lazio 1–0 AS Roma | 18e Bredesen                                                                                   | Stadio Torino        | Coupe de l'amitié       |
| 5 septembre 1954  | SS Lazio 0–2 AS Roma | ? Pandolfini, ? Pandolfini                                                                     | Stadio Olimpico      | Trophée Remo Zenobi     |
| 11 septembre 1955 | SS Lazio 1–5 AS Roma | 8e Galli (R), 15e Da Costa (R), 45e Nyers (R), 65e Nyers (R), 73e Nyers (R), 89e Vivolo (L)    | Stadio Olimpico      | Trophée Remo Zenobi     |
| 11 septembre 1966 | SS Lazio 1–0 AS Roma | 57e marsesi (pen.)                                                                             | Stadio Olimpico      | Coupe de l'amitié       |
| 18 août 1993      | AS Roma 0–1 SS Lazio | 24e Signori (pen.)                                                                             | Stadio Olimpico      | Trophée Dino Viola      |
| 29 mai 1994       | SS Lazio 0–2 AS Roma | 2e Cappioli, 37e Cappioli                                                                      | Stadio Olimpico      | Trophée Giorgio Calleri |

## Statistiques

### Bilan des confrontations
|                | Match | AS Rome | Match nul | Lazio | Buts pour l'AS Rome | Buts pour la Lazio |
| -------------- | ----- | ------- | --------- | ----- | ------------------- | ------------------ |
| Championnat    | 155   | 54      | 61        | 40    | 186                 | 146                |
| Coupe d'Italie | 19    | 9       | 3         | 7     | 21                  | 18                 |
| Total          | 174   | 63      | 64        | 47    | 207                 | 164                |

### Palmarès des clubs
|          | Championnat | Coupe | Supercoupe | Championnat D2 | Supercoupe de l'UEFA | Coupe des coupes | Coupe des villes de foires | Ligue Europa Conférence | Coupe des Alpes |
| -------- | ----------- | ----- | ---------- | -------------- | -------------------- | ---------------- | -------------------------- | ----------------------- | --------------- |
| AS Rome  | 3           | 9     | 2          | 1              | 0                    | 0                | 1                          | 1                       | 1               |
| SS Lazio | 2           | 7     | 5          | 1              | 1                    | 1                | 0                          | 0                       | 1               |

### Meilleurs buteurs

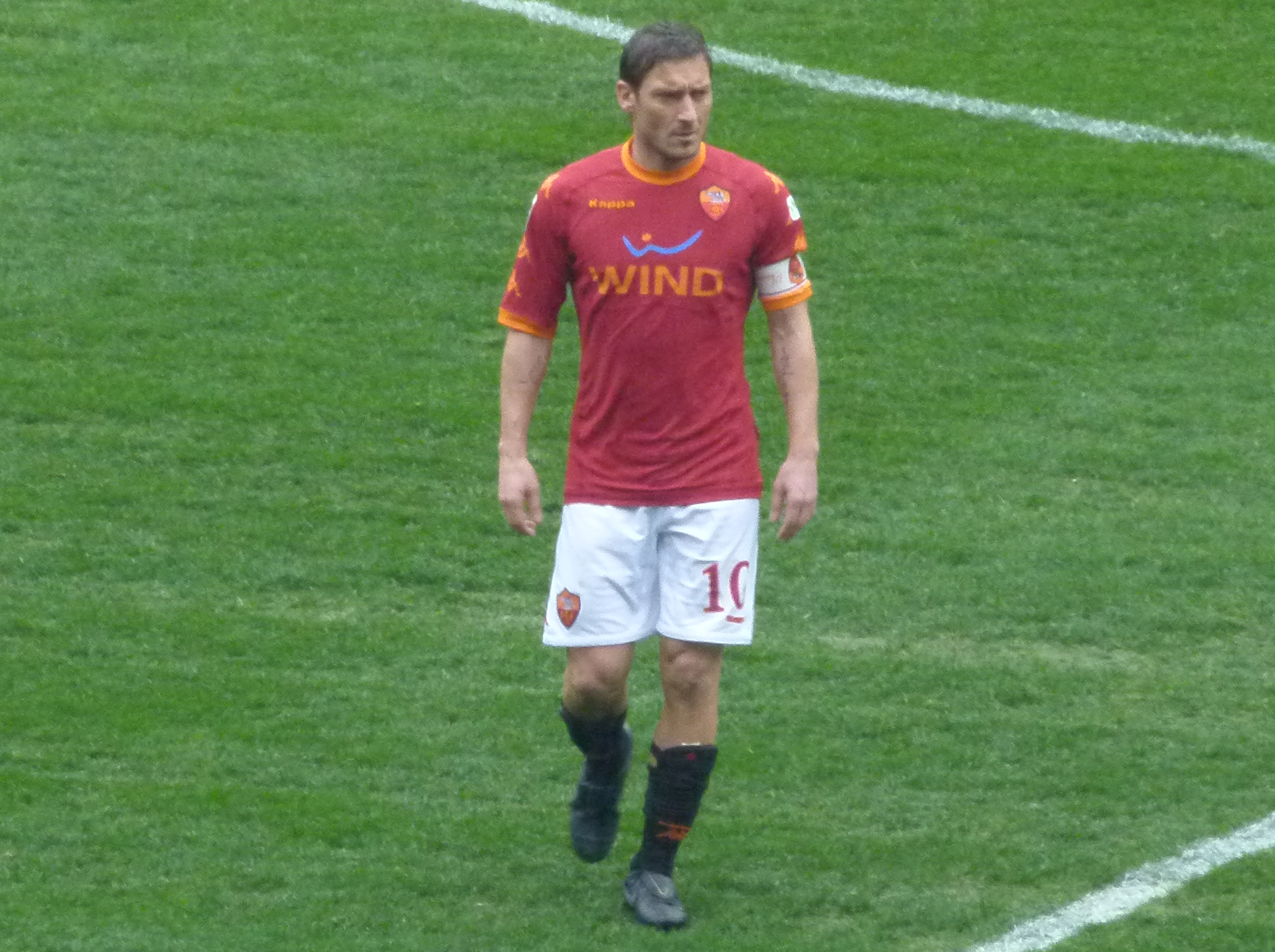
Francesco Totti.

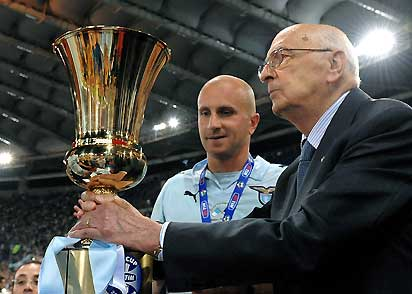
Tommaso Rocchi.

| Joueur              | Club       | Championnat | Coupe | Total |
| ------------------- | ---------- | ----------- | ----- | ----- |
| Francesco Totti     | Roma       | 11          | 0     | 11    |
| Dino da Costa       | Roma       | 9           | 2     | 11    |
| Marco Delvecchio    | Roma       | 9           | 0     | 9     |
| Vincenzo Montella   | Roma       | 7           | 1     | 8     |
| Rodolfo Volk        | Roma       | 7           | 0     | 7     |
| Silvio Piola        | Lazio      | 6           | 1     | 7     |
| Alejandro Demaría   | Lazio      | 5           | 0     | 5     |
| Tommaso Rocchi      | Lazio      | 5           | 0     | 5     |
| Amedeo Amadei       | Roma       | 5           | 0     | 5     |
| Pedro Manfredini    | Roma       | 5           | 0     | 5     |
| Arne Selmosson      | Lazio Roma | 5           | 0     | 5     |
| Giorgio Chinaglia   | Lazio      | 4           | 1     | 5     |
| Pavel Nedvěd        | Lazio      | 4           | 0     | 4     |
| Vincenzo D'Amico    | Lazio      | 4           | 0     | 4     |
| Mirko Vučinić       | Roma       | 4           | 0     | 4     |
| Fulvio Bernardini   | Roma       | 4           | 0     | 4     |
| Raffaele Costantino | Roma       | 4           | 0     | 4     |
| Roberto Mancini     | Lazio      | 3           | 1     | 4     |
| Hernanes            | Lazio      | 3           | 1     | 4     |

## Navigation